# Hádej kdo...
Hádej kdo… je druhé studiové album hip hopové skupiny Indy & Wich.

## O albu
Album Hádej kdo… bylo nahráváno během let 2005 a 2006, tedy v době, kdy eskalovalo jejich rivalství se skupinou SuperCrooo. Po hudební stránce jde o klasický styl Indyho a Wiche, ale obohacený o aktuální módní „synth zvuky“.
Dnes již zaniklý hudební časopis Filter ocenil album jako „album roku 2006“. Také bylo nominováno na cenu Anděl v kategorii „hip hopové album roku 2007“, tu ale nakonec získalo Panoptikum od LA4.
Toto album z roku 2006 bylo velmi úspěšné a je považováno za to nejlepší, co kdy Indy & Wich vydali. Track Z tvojí 1/4 (feat. Vec, LA4, Rytmus) byl použit do českého filmu Gympl.

## Po vydání
Album debutovalo na 34. příčce českého žebříčku IFPI Top 50 Prodejní. Prodalo se ho přes 5 000 kusů.

## Seznam skladeb
- 01. „Intro“
- 02. „Už jdou“
- 03. „Operace Grill Bill“
- 04. „8 promile“ (ft. Orion)
- 05. „Superjob“
- 06. „Hádej kdo“
- 07. „Můj svět“ (ft. H16)
- 08. „Z tvojí 1/4“ (ft. Vec, LA4 a Rytmus)
- 09. „Pro naše kids“ (ft. Idea)
- 10. „Zlatokop“
- 11. „Out Of The Fire“ (ft. The Regime)
- 12. „Každej ví“
- 13. „Bigbang Show“
- 14. „Live!“ (ft. Nironic)
- 15. „Konstantin“
- 16. „Stejný... jinej den“ (ft. LA4)
- 17. „Jednou“ (ft. Vladimir 518 a Ego)